# Karlstor
Karlstor v Münchnu (imenovana Neuhauser Tor do leta 1791) so ena od znanih mestnih vrat v obzidju iz srednjega veka do poznega 18. stoletja. Služila so kot glavna obrambna utrdba in kontrolna točka.
So na zahodnem koncu Neuhauser Straße, dela münchenske cone za pešce, ki je bila del solne ceste in ceste zgodovinskega starega mestnega jedra vzhod-zahod. Tako loči zgodovinsko središče od razširitve iz 19. stoletja, imenovane Ludwigvorstadt (Vorstadt, kar pomeni 'predmestje'). Karlstor so dobila ime po Karlsplatzu (bolj znanem pod lokalnim vzdevkom Stachus), ki je zdaj del krožne ceste Altstadtring in je že stoletja ena najprometnejših točk Münchna.
Stavba je najzahodnejša od preostalih treh gotskih mestnih vrat, ki jih je bilo prvotno pet. Drugi dve sta Isartor na vzhodu (edina, ki so v svoji osnovni strukturi še vedno popolna) in Sendlinger Tor na jugozahodu. Manjkajoča danes, kot je celoten fortifikacijski sistem določil volilni knez na prehodu iz 18. v  19. stoletje, so Angertor na jugu in Schwabinger Tor na severu, pa tudi vsa "manjša" ali stranska in vsa dvojna stena.

## Arhitektura
Med letoma 1285 in 1347 je bilo obstoječe prvo mestno obzidje dopolnjeno z novim, drugim, dvojnim obročen utrdb za hitro rastoč München in okolico, kar je znatno razširilo naseljeno in zavarovano območje. Vrata so bila narejena že v zgodnji fazi gradbenega procesa, ker so bila prvič omenjena že v dokumentih leta 1302. Takrat so se imenovala Neuhauser Tor po vasi, kamor si prišel, ko si zapustil mesto. Sčasoma so jih razširili in utrdili.
Glavna vrata Münchna so se lahko prečkala le na naslednji način:
Z odprto leseno stezo so obiskovalci najprej morali prečkati stranski kanal jarka, ki je obkrožal barbakan, polkrog oblikovan tako, da si moral vstopiti skozi eno ozko odprtino v bližini enega od njenih vogalov in dvorišče, ki je tvorilo zunanji rob, širšo palisado. Potem, ko si prečkal izhod na hrbtni strani barbakanov, si vstopil na odprt kamnit most, ki je prečkal širok jarek. Morebitna glavna vrata, ki bi bila dosežena na koncu zadevnih mostov, so imela pravokoten ali trikoten zaplet, z dvema trdnima spodnjima stolpoma, ki gledata proti mostu in barbakanu na zunanji strani, prehod v središču sprednjega zidu in močan, višji glavni stolp z notranje strani, usmerjen proti mestu. Ti trije stolpi so bili med seboj povezani s stenami, s čimer so ustvarili še en majhen notranji obod. Celoten koncept je ustvaril ozke, vijugaste poti po posebnih arhitekturnih pogojih, ki so izboljšali obrambne in kontrolne funkcije ter dajali stražarjem celovit nadzor nad tem, kdo in kaj naj zapusti ali vstopi v mesto.
Od 16. stoletja so postopoma odstranili strukture prvega mestnega obzidja, razen petih starih vratnih stolpov. Med tridesetletno vojno, ko je volilni knez odredil nov sistem utrdb, da bi zadostil potrebam baročnega časa, je bilo treba po mestu nastaviti sodobno artilerijsko vojskovanje, so ostala stara obzidja in vrata drugega dvojnega obroča, vse strukture zunaj, podobno kot omenjeni barbakan, so bili bodisi integrirani bodisi določeni in zamenjani z novimi bastijoni.
Grof Rumford, takratni poveljnik bavarske vojske pod vodstvom volilnega kneza Karla Teodorja Bavarskega, je odredil, da se leta 1791 spremenijo robni stolpi. Istega leta so se Neuhauser Tor preimenovale v Karlstor po vladarju.
Leta 1857 so zaloge smodnika, ki so bile shranjene v prizitku h glavnemu stolpu eksplodirale in poškodovale prizidek in glavni stolp, da so morali oba porušiti.
Oba preostala bočna stolpa sta bila preoblikovana in kasneje povezana z novim mostom. Leta 1861/62 je Arnold Zenetti preoblikoval Karlstor v neogotskem slogu. Kasneje so bila integrirana v okrogle stavbe na obeh straneh ob vratih (zgradil jih je Gabriel von Seidl 1899–1902).
Danes se vidijo ta dva zunanja bočna stolpa in povezovalni lok, ki le malo spominja na pozno srednjeveški original. Včasih so bila stara vrata precej ožja in celo nižja od tistega, ki so sedaj na ogled: da bi dosegli potrebne izboljšave v dostopnosti hitro rastoče metropole industrijske dobe, predvsem glede na eksplozijo zasebnega prometa in povečanje sodobnega javnega prevoza (kočije, konjeniški tramvaji in električni tramvaji!), od poznega 18. do začetka 20. stoletja so se postopno razširili prehodi stolpov - tako po širini kot po višini - in včasih je bilo treba prelomiti tudi stranske stene.
Pred poletnimi olimpijskimi igrami leta 1972 in v povezavi z izgradnjo osrednje cone za pešce in z uvedbo na novo zasnovanega sistema javnega prevoza - je bil leta 1970 zgrajen podzemni nakupovalni center Stachus-Einkaufszentrum, ob tem so našli opečni predor za pobeg, ki bi ga vojaki in morda celo civilisti lahko uporabili za pobeg ali vstop v mesto in za sovražne črte. Na Stachus-Einkaufszentrum je razstavljen kratek kos tega.